# Hombre Plástico
Hombre Plástico (en inglés, Plastic Man) (nombre real Patrick "Eel" O'Brian) es un superhéroe ficticio que aparece por primera vez en Police Comics #1, originalmente publicado por Quality Comics y más tarde adquirido por DC Comics. Creado por el dibujante Jack Cole, el hombre Plástico fue uno de los primeros superhéroes en incorporar el humor en la narrativa de acción general. Este personaje ha sido publicado en varias series en solitario y ha interactuado con otros personajes como Batman y muchos otros en el Universo DC como miembro de la Liga de la Justicia. Además, ha aparecido en varias adaptaciones de televisión y videojuegos, incluido un programa de televisión de corta duración de su propio nombre, El Programa de Aventuras y Comedia del Hombre Plástico.

## Historial de publicación
Creado por el escritor y artista Jack Cole, apareció por primera vez en Police Comics # 1 (agosto de 1941).
Fue uno de los personajes distintivos de Quality Comics durante la Edad de oro de las historietas. Plastic Man puede estirar su cuerpo en cualquier forma imaginable, por ejemplo, una pelota o un coche. Sus aventuras fueron conocidas por su estructura extravagante y poco convencional y su humor surrealista slapstick. Cuando se cerró Quality Comics en 1956, DC Comics adquirió muchos de sus personajes, integrando Hombre Plástico en el Universo DC y le dio una serie de corta duración en los años sesenta.
El personaje protagonizó su propia caricatura del sábado por la mañana titulada El Programa de Aventuras y Comedia del Hombre Plástico de 1979 a 1981 y también fue un personaje recurrente en Batman: The Brave and the Bold de 2008 a 2011. También fue mencionado en un episodio de Liga de la Justicia Ilimitada, pero nunca se mostró debido a argumentos de propiedad y reclamos de derechos de autor. Así que para solucionar el problema utilizaron a Elongated Man como reemplazo.
Aunque el personaje nunca ha tenido un éxito comercial significativo, Plastic Man ha sido el personaje favorito de muchos creadores de cómics modernos, incluido el escritor Grant Morrison, quien lo incluyó en su renacimiento de la Liga de la Justicia en los años noventa; Art Spiegelman, quien describió a Cole para la revista The New Yorker; el pintor Alex Ross, quien lo ha incluido frecuentemente en portadas e historias que representan a la Liga de la Justicia; el escritor y artista Kyle Baker, quien escribió e ilustró una serie galardonada de Hombre Plástico; el artista Ethan Van Sciver, que tiene una afinidad por el personaje, ya que siempre juega con la idea de lanzar una serie mensual regular de Hombre Plástico y, a menudo, lo atrae por diversión; y Frank Miller, quien lo incluyó en la Liga de la Justicia en los cómics All Star Batman and Robin the Boy Wonder y Batman: The Dark Knight Strikes Again.

## Historia

### Versión original de Jack Cole
El hombre plástico era un ladrón llamado Patrick "Eel" O'Brian. Huérfano a los 10 años y obligado a vivir en la calle, cayó en una vida de delincuencia. De adulto, se convirtió en parte de una red de robos, especializándose como ladrón de cajas fuertes. Durante un atraco nocturno en Crawford Chemical Works, él y sus tres compañeros pandilleros fueron sorprendidos por un vigilante nocturno. Durante la fuga de la pandilla, Eel recibió un disparo en el hombro y fue rociado con un gran tambor de líquido químico no identificado. Se escapó a la calle solo para descubrir que su banda se había marchado sin él.
Huyendo a pie y sufriendo una desorientación cada vez mayor a causa de la herida de bala y la exposición al químico, Eel finalmente se desmayó al pie de una montaña cerca de la ciudad. Se despertó para encontrarse en una cama en un refugio de montaña, siendo atendido por un monje que lo había descubierto inconsciente esa mañana. Este monje, sintiendo una gran capacidad para el bien en O'Brian, rechazó a los agentes de policía que habían seguido a Eel hasta el monasterio. Este acto de fe y bondad, combinado con la comprensión de que su banda lo había dejado para ser capturado sin dudarlo un momento, avivó la insatisfacción de Eel con su vida criminal y su deseo de reformarse.
Durante su breve convalecencia en el monasterio, descubrió que la sustancia química había entrado en su torrente sanguíneo y había provocado un cambio físico radical. Su cuerpo ahora tenía todas las propiedades del caucho, lo que le permitía estirarse, rebotar y moldearse en cualquier forma. Inmediatamente decidió usar sus nuevas habilidades del lado de la ley y el orden, vistiendo un disfraz de goma rojo, negro y amarillo (luego rojo y amarillo) y capturando criminales como Hombre Plástico. Ocultó su verdadera identidad con un par de gafas blancas y remodelando su rostro. Como O'Brian, mantuvo su carrera y sus conexiones con el inframundo como medio de recopilar información sobre la actividad delictiva.
El hombre plástico pronto adquirió un compañero, Woozy Winks, que fue originalmente encantado mágicamente por lo que la naturaleza misma lo protegería de cualquier daño. Este poder finalmente se eliminó del personaje y Woozy se convirtió simplemente en un amigo torpe pero leal de Hombre Plástico.
En su encarnación original de Golden Age / Quality Comics, el hombre plástico finalmente se convirtió en miembro de la policía de la ciudad y luego en el FBI. Para cuando se convirtió en oficial federal, había abandonado casi por completo su identidad de Eel O'Brian.
El hombre plástico luchó contra varios enemigos, siendo el villano Doctor Dome lo más parecido a un archienemigo para la versión de la Edad de Oro del personaje.

### Versión de Phil Foglio
Después de Crisis on Infinite Earths de 1985, una miniserie de cuatro números Plastic Man de Phil Foglio de 1988-1989 presentó una nueva versión del hombre plástico: Eel O'Brian, abandonado por su banda criminal después de recibir un disparo y estar expuesto a la sustancia química no identificada, vagó por las calles mientras sus nuevos poderes se desarrollaban, asustando a otros y haciendo que la policía y la Guardia Nacional lo atacaran como a un monstruo peligroso. Eel al principio no se dio cuenta de los cambios en su cuerpo, pero después de darse cuenta de que él era el monstruo, usó sus nuevas habilidades para escapar de sus perseguidores. Eel pronto se sintió tan abatido por su nueva condición que intentó suicidarse saltando de un puente.
Afortunadamente, fue interrumpido por Woozy Winks, un expaciente mental que fue expulsado de una institución debido a la falta de fondos (o como dijo Woozy, "algo llamado Reaganomics"), que no deseaba nada más que volver a la cálida seguridad de una camisa de fuerza y una habitación acolchada. Eel y Woozy decidieron trabajar juntos y sacar provecho de los nuevos poderes de Eel para hacer su fortuna (Eel quiere hacerse rico rápidamente, Woozy solo quiere dejar su "habitación vieja" atrás), pero no podía decidir si había más dinero en el crimen o en la lucha contra el crimen, y recurrió a lanzar una moneda para elegir servir a la ley (aunque Woozy tuvo sus dudas desde el principio). Eel terminó con el nombre 'Hombre Plástico' después de que un reportero malinterpretó su primera elección de 'Hombre Elástico'. Eel y Woozy montaron una agencia de detectives en la ciudad de Nueva York y luego tuvieron varias desventuras juntos.

### JLA
El hombre plástico se convirtió en un miembro destacado de la Liga de la Justicia durante la etapa de Grant Morrison. El arco de la historia "Rock of Ages" muestra a Batman reclutando a Eel para infiltrarse en la Liga de la Injusticia de Lex Luthor bajo la apariencia del Joker, lo que hace con éxito. En particular, se involucra en combate con la diosa Circe, demostrando ser inmune a su habilidad mágica para convertir a los humanos en animales. Más tarde se convierte en miembro de tiempo completo de la Liga y ayuda a la Liga en varias batallas, incluso contra Prometheus, Julian September, General Wade Eiling, una versión mejorada de Amazo, un marciano blanco que asume la identidad de Bruce Wayne, y Abeja Reina. Durante este período se hace amigo cercano de los nuevos miembros Steel (debido al hecho de que ambos son "pensadores laterales") y Zauriel. Después de que la Liga extendida se disuelva al final del arco de la "Tercera Guerra Mundial" en la serie 52 semanal de DC de 2006, él es el único miembro además de los héroes de los 'Siete Grandes' (Superman, Batman, Wonder Woman, Aquaman, Flash, Detective Marciano y Linterna Verde) para mantener la membresía a tiempo completo en la JLA.
En el arco de la Torre de Babel, el hombre plástico es congelado y destrozado por la Liga de Asesinos de Ra's al Ghul, como parte de un ataque contra la Liga de la Justicia. Aunque vuelve a reunirse, esta experiencia lo traumatiza gravemente y cuando se descubre que los asesinos estaban siguiendo métodos ideados por Batman, Eel se une a Wonder Woman y Aquaman para expulsar a Batman de la Liga. Los héroes se reconcilian en los siguientes números de la colección. El hombre plástico también ha sido fundamental para derrotar a varios enemigos por sí mismo, como una versión Jokerizada del Dr. Polaris y el personaje 'Burning Martian' de J'onn J'onzz (Detective Marciano). Ha desempeñado papeles sustanciales en casi todos los equipos y cruces importantes con la Liga de esta era: con los Titanes (The Technis Imperative), Justicia Joven (World Without Grownups), la Sociedad de la Justicia de América (Virtue y Vice, donde él es uno de los héroes poseídos por uno de los Siete Pecados Mortales), Los Vengadores (el cruce entre JLA / Vengadores) e incluso los Looney Tunes (en la divertida miniserie de Superman y Bugs Bunny).
El hecho de que el hombre plástico estuviera inicialmente en el negocio de los superhéroes por el dinero ha tenido un efecto en el desarrollo de su personaje, especialmente en la historia "Divided We Fall" de Mark Waid, donde él, junto con otros miembros de la Liga de la Justicia, se separó en dos personas, su identidad "civil" normal y su personalidad de superhéroe, por la identificación manipuladora que concede deseos. Mientras que el hombre plástico pasó de ser una persona con sentido del humor a un idiota constantemente bromista y casi ineficaz, el ahora "normal" Eel O'Brian luchó con las tendencias criminales que había reprimido mientras se sentía cómodo con su papel de superhéroe y se preguntó si realmente había cambiado para mejor o si esto era solo parte del "acto" del superhéroe. En última instancia, Eel fue la fuerza impulsora detrás de los otros compañeros de la liga  transformados que se unieron para volver a unirse con sus seres superheroicos, y señaló que Bruce Wayne en particular se estaba acercando a un colapso mental mientras luchaba con su rabia por el asesinato de sus padres, habiendo carecido de la capacidad de hacer algo al respecto, ya que Batman era la identidad que había "heredado" sus habilidades. Eel demuestra esto a los otros miembros de la Liga divididos al golpear salvajemente a Bruce Wayne con un arma bajo la apariencia de un atracador para demostrar la ineficacia de Wayne y demostrar el grado de daño psicológico que ha sufrido debido a la división. Más tarde, Batman comenta que fue un acierto "dadas las circunstancias". Más tarde, el hombre plástico se acerca a Batman en busca de ayuda cuando se entera de que Luke, el hijo de diez años de Eel, se ha unido a una pandilla de criminales y ha heredado las habilidades de cambio de forma de su padre, posiblemente en un grado aún mayor que el propio hombre plástico. El hombre plástico le admite a Batman que no sabe si escapó de ser padre porque estaba disfrutando de su nueva vida como héroe o porque tenía miedo de volverse como su propio padre. Batman intimidara a Luke para que regrese a casa, e informa al hombre plástico que está decepcionado por su cobardía, imaginando que Eel le habría mostrado amor paternal a Luke; en realidad, Hombre Plástico eligió solo esconderse en el cinturón de herramientas de Batman durante todo el encuentro con Luke.
Durante el arco de la historia "The Obsidian Age", Hombre Plástico y los otros miembros principales de la JLA fueron transportados a través del tiempo miles de años antes a los primeros días de Atlantis. Durante una batalla con los antagonistas, el hombre plástico fue congelado y luego hecho añicos. Al no tener forma de localizar todas las piezas, mucho menos arreglarlo, con la tecnología del día, la JLA volvió a su propio tiempo. Allí finalmente tuvieron éxito en encontrar todas las piezas y restaurar al hombre plástico. Desafortunadamente, Plas había estado consciente todo el tiempo pero no podía moverse, lo que tuvo un efecto profundamente negativo en su mente. Admitió que había perdido los nervios y abandonó la JLA, con la esperanza de llevar una vida normal. Este regreso a la normalidad se hizo más fácil después de un nuevo encuentro con su hijo ahora adolescente, que hizo que Eel sintiera que el niño necesitaba un padre y una vida normal. Finalmente, Batman convenció a Plas para que volviera a su vida como un superhéroe nuevamente cuando necesitaban sus habilidades de cambio de forma e inmunidad a la telepatía para derrotar al Detective Marciano, que había retrocedido a un recuerdo racial de los 'Burning Martians' olvidados hace mucho tiempo, superando su debilidad al fuego. Después de algunos casos más, el hombre plástico estuvo presente en el servicio conmemorativo que se llevó a cabo después de que esta encarnación de la Liga de la Justicia se disolviera oficialmente durante la historia de Crisis infinita.

### 52, Un año después, Countdown y Blackest Night
En la historia cruzada de 2006 "Un año después" de DC Comics que siguió al cruce de "Crisis infinita", un joven con apariencia y poderes similares al hombre plástico aparece brevemente en la serie de superequipos Teen Titans Vol. 3, # 34 escrito por R.J. Carter. El personaje lleva un traje blanco con gafas rojas, similar al de Offspring, el hijo de Hombre Plástico en la miniserie anterior de 1999 de DC, The Kingdom, de Mark Waid. Si bien la historia de los Jóvenes Titanes en sí no identifica al personaje, la página dos de un guion publicado supuestamente por el escritor Geoff Johns especifica que es "el hijo de Hombre Plástico, Offspring". El hijo del hombre plástico también se muestra disfrazado e identificado como Offspring en la serie semanal 52 de la semana 35 de 2006 (escrita por Geoff Johns, Grant Morrison, Greg Rucka y Mark Waid) cuando se lesiona mientras rescata a varios de los  héroes sin poderes, Everyman. Con el tiempo, el hombre plástico y Offspring se unen como padre e hijo y, brevemente, incluso formaron una familia idílica hasta que Plas se convenció de que no podía negar su destino como superhéroe.
En Countdown to Mystery # 1 (2007) escrito por Matthew Sturges, el hombre plástico es seducido por Eclipso, haciéndole creer que era una broma entre sus compañeros héroes, y la única forma en que él puede obtener algo de respeto es a través de Eclipso. Más tarde es liberado de esta corrupción por Bruce Gordon. El hombre plástico hace su próxima aparición en las páginas de Green Arrow / Black Canary # 8 de Judd Winick, habiendo sido liberado de un tubo de estasis por Green Arrow. Sivana toma su ADN y lo usa para aumentar un Connor Hawke amnésico, en un intento por convertir al joven héroe en un esclavo con lavado de cerebro con un fuerte factor de curación.
El hombre plástico apareció durante un breve período en el 2009 en Justice League of America vol. 2 serie escrita por Len Wein. Después de unirse al equipo tras los eventos de Crisis final, el hombre plástico tiene su eficacia cuestionada por su compañera de equipo, la Dra. Luz, la cual inicia una pelea siendo detenidos por Vixen. Vixen reasigna al hombre plástico para formar equipo con la Dra. Luz para detener el robo de Royal Flush Gang. Aunque experimentan algunos problemas de control entre ellos, Royal Flush Gang es derrotado y Hombre Plástico y Dra. Luz finalmente dejan de discutir.
Durante una batalla masiva en el Justice League Satellite en Justice League: Cry for Justice, Prometheus inyectó a Hombre Plástico con una sustancia química que dañó gravemente su cuerpo de plástico. Los productos químicos causaron que Eel sufriera una condición en la que se necesitaba una gran concentración para mantenerse en su estado semisólido habitual y le causaban dolor cuando incluso pensaba en cambiar de forma, dejándolo en un estado enfermo.
En el crossover de Blackest Night, mientras todavía sufría por su estado de deterioro, Hombre Plástico tuvo su corazón arrancado por Black Lantern, Vibe, aparentemente matándolo. Sin embargo, debido a su poder de casi invulnerabilidad, fue capaz de sobrevivir a tal ataque, aunque gravemente herido. Vixen afirma que Hombre Plástico estaba siendo atendido en S.T.A.R. Labs y que no podría regresar a la Liga.
Hombre Plástico apareció más tarde en Justice League: Generation Lost, ayudando a una gran coalición de héroes en una misión fallida para rastrear a Maxwell Lord. Aparentemente se había curado de su condición y se le mostró conservando su forma normal sin problemas ni dolor.
Más tarde, ayuda a la JLA en su misión al infierno, donde ayuda a Batman a derrotar a Gerión. La Liga se entera de los planes de Satanus de usar la máscara de Dante para volverse poderoso. Hombre Plástico agarra la máscara, que lo posee. Las Ligas combinan fuerzas para quitar la máscara, que es incinerada, aparentemente matando a Hombre Plástico. Sin embargo, más tarde se revela que Zauriel lo transportó a otra dimensión antes de ayudar a la Liga a escapar del infierno.

### The New 52
En septiembre de 2011, The New 52 reinició la continuidad de DC. En esta nueva línea de tiempo, el hombre plástico es considerado como uno de los candidatos para la Liga de la Justicia Internacional patrocinada por las Naciones Unidas. Se le niega un lugar en el equipo por ser demasiado impredecible. Este cameo fue retconado más tarde por la introducción adecuada de New 52 de "Eel" O'Brian en Justice League (Vol. 2) # 25 (febrero de 2014).

### DC Rebirth
En Dark Days: The Forge, Batman revela una unidad de contención para Mister Terrific en The Lunar Batcave con el logotipo de Hombre Plástico y sugiere que es hora de liberarlo.
El hombre plástico ayuda a Mister Terrific a frustrar el plan de Simon Stagg para abrir el portal al Dark Multiverse usando Metamorpho, que había sido transmutado a Nth Metal. Mientras intenta que Simon Stagg cierre el portal con la ayuda del hombre plástico, Mister Terrific es absorbido por el portal con el hombre plástico y Metamorpho mientras el hombre plástico los protege de la energía del Multiverso Oscuro a la que es inmune. Al llegar a un mundo sin vida, se encuentran con Phantom Girl que ha quedado atrapada en su forma intangible y no sabía como enviar una señal. Cuando los cuatro encuentran una computadora en las entrañas de una criatura muerta gigante, son recibidos por un holograma de Tom Strong, quien afirma que son necesarios para salvar el universo. Mister Terrific, el hombre plástico y Metamorpho aprenden de Phantom Girl que estuvo atrapada en una forma intangible desde que era una niña. Después de que los cuatro regresan a su mundo, Mister Terrific intenta dejarlos a los tres en el complejo de Simon Stagg solo para ser atraído hacia ellos. Debido a los efectos de la energía del Multiverso Oscuro, Mister Terrific concluye que no pueden ir por caminos separados debido a este vínculo ineludible. El equipo atraviesa varias aventuras mientras es atacado por una figura conocida como Doctor Dread, que luego se revela como Java. Esta revelación, junto con el equipo curando su condición, hace que todos se separen. El hombre plástico intenta conectarse con su ex Angel y su hijo Luke, quien ha heredado sus poderes de estiramiento. Inicialmente reacios, los dos se unen por un juego de baloncesto y roban el Batimóvil. Luego son llamados por el resto del equipo para unirse y salvar a Mr. Terrifc de los Terribles, un equipo de sus doppelgängers malvados reunidos por Doctor Dread. Plas y Luke, ahora vestidos con su aspecto de Offspring, trabajan juntos para acabar con una versión vampírica del hombre plástico de otra dimensión. Tras la derrota y el encarcelamiento de los Terribles, los Terrifics se reúnen oficialmente como un equipo, con Luke, Element Dog y Miss Terrifics uniéndose a la lista.

## Poderes y habilidades
Fisiología maleable: los poderes del hombre plástico se derivan de un accidente en el que su cuerpo fue bañado en una mezcla química industrial desconocida que también entró en su torrente sanguíneo a través de una herida de bala. Esto provocó un proceso mutagénico en todo el cuerpo que transformó su fisiología. Patrick "Eel" existe en un estado fluido, ni completamente líquido ni sólido. El hombre plástico tiene el control total sobre su estructura.
Control de densidad: El hombre plástico puede cambiar su densidad a voluntad, volviéndose tan denso como una roca o tan flexible como una goma elástica.
Maleabilidad (elasticidad / plasticidad): puede estirar sus extremidades y su cuerpo a longitudes y tamaños sobrehumanos. No se conoce un límite de hasta qué punto Hombre Plástico puede estirar su cuerpo.
Alteración de tamaño: puede encogerse a unos centímetros de altura (se hace pasar por uno de los bolsillos del cinturón de herramientas de Batman) o volverse más alto y más grande que un rascacielos.
Cambio de forma: puede contorsionar su cuerpo en varias posiciones y tamaños imposibles para los humanos comunes, como ser completamente plano para poder deslizarse debajo de una puerta o usar sus dedos para abrir cerraduras convencionales. También puede usarlo para disfrazarse cambiando la forma de su rostro y cuerpo. Gracias a su estado fluido, el hombre plástico puede abrir agujeros en su cuerpo y convertirse en objetos con partes móviles. Además, puede alterar su masa corporal y su constitución física a voluntad, no teniendo ningún límite (aparente) para los tamaños y formas en los que puede contorsionarse.
Agilidad sobrehumana: estos poderes de estiramiento otorgan al hombre plástico agilidad, flexibilidad y coordinación mucho más allá de los límites naturales del cuerpo humano.
Fuerza sobrehumana: puede alterar su fuerza aumentando o agregando más músculo.
Cambio de color: la única limitación real de los poderes del hombre plástico se relaciona con su color, que no puede cambiar sin una concentración intensa, por ejemplo, incluso requiriendo una concentración intensa simplemente para volver, por ejemplo, su nariz azul. Por lo general, no usa esta habilidad en absoluto y se adhiere a su uniforme de color rojo y amarillo. Incluso con esta limitación, Hombre Plástico se ha convertido con éxito en un duplicado exacto de innumerables elementos de color rojo / amarillo / negro, como el cinturón de herramientas de Batman o incluso en ocasiones haciéndose pasar por el mismo Flash.
Invulnerabilidad: los poderes de Hombre Plástico aumentan extraordinariamente su durabilidad. Algunas historias, quizás de calidad anecdótica, lo han mostrado susceptible de ser atacado por sorpresa por balas, en un caso rezumando una sustancia similar al plástico líquido. En la mayoría de las historias, sin embargo, es capaz de soportar corrosivos, pinchazos y conmociones cerebrales sin sufrir ninguna lesión (aunque puede quedar momentáneamente aturdido). Es resistente a impactos de alta velocidad que matarían a una persona común, resistente a explosiones de armas de energía (Batman mencionó una vez que presumiblemente podría incluso resistir una detonación nuclear) y es a prueba de balas. Su masa corporal se puede dispersar, pero para todos los efectos, es invulnerable, incluso de muchas formas de magia en el Universo DC.
Regeneración: es capaz de regenerar y / o asimilar el tejido perdido o dañado, aunque necesita estar razonablemente intacto para que este proceso comience. Por ejemplo, el hombre plástico se redujo una vez a moléculas individuales separadas y se esparció por el Océano Atlántico durante siglos. Solo fue capaz de volver a su forma habitual después de que el resto de la Liga pudo reunir suficientes de sus moléculas y restaurar aproximadamente el 80% de su masa corporal, después de lo cual comenzó a regenerar el 20% restante por su cuenta.
Inmunidad telepática: Como dijo Batman (en JLA # 88, diciembre de 2003), "La mente del Hombre Plástico ya no es orgánica. Es intocable por la telepatía".
Inmortalidad: El hombre plástico no parece envejecer; si lo hace, es a un ritmo mucho más lento que el de los seres humanos normales. A raíz de la historia de la Liga de la Justicia, Arc "Obsidian Age", se descubrió que el hombre plástico había sobrevivido durante 3.000 años dispersos en moléculas individuales separadas en el fondo del Océano Atlántico sin descomponerse ni verse afectado en absoluto.
Detección ultrasónica: El cuerpo del hombre plástico comenzará a "ondular" cuando se active una frecuencia ultrasónica.
Órganos de goma: Como declaró Black Lantern Vibe, los órganos internos del Hombre Plástico (como su corazón, cuando Black Lantern Vibe intentó arrancarlo) no se extraer, a diferencia de muchas de las víctimas de Black Lanterns. Esto quizás implica que el hombre plástico se parece más a un órgano vivo gigante que a un "todo" hecho de partes componentes y órganos, etc.
Ladrón experto: El hombre plástico fue una vez un ladrón profesional con mucho talento.
Maestro detective: Aunque ya no es un criminal, conoce su forma de pensar, lo que le permite ser un detective eficaz. También se le considera un pensador lateral y mucho más inteligente de lo que deja ver.

### Debilidades
Su forma semilíquida permanece estable a temperaturas relativamente altas y bajas, siempre que el cambio de temperatura sea gradual. Un cambio repentino induce un cambio completo de estado, creando una forma verdaderamente sólida o verdaderamente líquida. El hombre plástico quedó incapacitado en la historia de JLA "Torre de Babel" cuando los mercenarios lo congelaron y destrozaron su cuerpo. Una vez descongelado y vuelto a montar, resultó físicamente ileso (aunque emocionalmente traumatizado). En el arco de la historia de JLA "Divided We Fall", se muestra que el hombre plástico tiene cierta debilidad ante el calor extremo (por ejemplo, ataque de calor intenso de un marciano) y se derritió temporalmente ante esta situación. En algunas versiones, el hombre plástico también es vulnerable a sustancias químicas como la acetona, que se derrite y desestabiliza su forma similar a la masilla, aunque eventualmente se regenerará cuando las sustancias químicas desaparecen. Otra debilidad es que los únicos colores que el hombre plástico puede imitar son los colores de su cuerpo y vestuario (es decir, rojo, negro, amarillo, blanco y tono de piel), aunque puede usar estos colores de varias formas, incluso logrando duplicar exactamente la aparición de Flash. Nunca se ha explicado si esto es un defecto inherente a sus poderes o un bloqueo mental, mientras que su hijo, Offspring, también obtuvo los poderes de su padre, pero es capaz de imitar a voluntad cualquier color que elija. Durante la presentación de Offspring, se reveló que el hombre plástico podía cambiar de color, volviendo su nariz azul para demostrarle a Batman que podía. Este cambio de color, sin embargo, solo fue posible con una gran concentración del hombre plástico, incluso para un área tan pequeña.

## Otras versiones

### The Dark Knight Strikes Again
En Batman: The Dark Knight Strikes Again (2001-2002), la miniserie de Frank Miller (ambientada en la nueva Tierra-31 de DC en la continuidad posterior a Infinite Crisis), el hombre plástico fue traicionado y encerrado en Arkham Asylum durante años con su cuerpo forzado en una forma perpetua de huevo mediante una máquina de presurización. El encarcelamiento y el confinamiento lo volvieron loco, y cuando fue liberado arremetió contra quienes lo rodeaban. Luchó contra Elongated Man, teniendo ventaja hasta que Batman trae a Hombre Plástico a sus cabales con un puñetazo en la cara. Batman declara que el hombre plástico es el superhéroe más poderoso de la habitación. Carrie Kelley (como Catgirl) lo describe como: "Inconmensurablemente poderoso. Absolutamente loco ”. En esta continuidad, aparece con cabello plateado y algunas arrugas.

### All Star Batman y Robin
En All Star Batman and Robin, también escrito por Miller, el hombre plástico sólo apareció en el número 5, donde es miembro fundador de una proto-Justice League junto con Wonder Woman, Superman y el Linterna Verde, Hal Jordan. Constantemente cambia de forma y hace bromas, lo que hace que los otros miembros le digan repetidamente que "se calle".

### El Hombre Plástico de Kyle Baker
Plastic Man (2004-2006), escrito e ilustrado por Kyle Baker, se remonta a la versión de Jack Cole del hombre plástico con Eel O'Brian atendido por un monje en un retiro de montaña después de los eventos de su historia de origen normal. Inspirado por la bondad del monje, Eel decide usar sus poderes para el bien, convirtiéndose en el luchador contra el crimen, el hombre plástico trabajando para el FBI. En esta serie, el hombre plástico consigue una novia (el agente especial del FBI Morgan, revelándose más tarde como la prometida alterada quirúrgicamente que el alter ego de Plas había dejado en la década de 1940) y adopta a una hija adolescente gótica, Edwina. La serie ganó cinco premios Eisner por Mejor Serie Nueva, Mejor Título para Lectores Más Jóvenes, Mejor Escritor / Artista: Humor y un Premio Harvey por Mejor Serie Nueva.

### Tangent Comics
En el sello Tangent Comics, ambientado en el universo alternativo Tierra-9, el hombre plástico es miembro de los Seis Secretos. Es el científico Gunther Ganz, cuya conciencia ha sido transferida a un "polímero viviente".

### JLA / Vengadores
En el cruce entre empresas de DC Comics / Marvel Comics, JLA / Avengers, el hombre plástico es miembro de la JLA y se une al Detective Marciano en la ciudad marvel de Wakanda, donde los dos se encuentran con los personajes de Marvel, Avispa y Pantera Negra. El hombre plástico es reemplazado por Elongated Man de DC Comics después de la fusión de mundos.

### La Liga de los Caballeros Extraordinarios: Dossier Negro
El hombre plástico es mencionado por Sal Paradyse de Alan Moore y La liga de los hombres extraordinarios: Dossier Negro de Kevin O'Neill.

### Flashpoint
En la línea de tiempo alternativa del evento Flashpoint, Eel O'Brian es un villano. Después de que Heat Wave fuera enviado al corredor de la muerte por matar a Jason Rusch, O'Brian llega para escapar en la fortaleza voladora de la prisión militar de Doom, después de haber estado escondido, disfrazado en el cuerpo de su compañero de celda Cluemaster. Durante la fuga de la prisión, a O'Brian no le gusta que lo llamen "Plastic Man", cuando el preso Sportsmaster lo llama así. Mientras O'Brian lo ayuda a recuperar sus armas, descubre que Heat Wave está atacando la sala de control de los guardias e intenta embestir la prisión voladora en la ciudad natal de Cyborg, Detroit. O'Brian se niega a permitirle destruir la ciudad, pero Heat Wave se vuelve contra él y parece matar al hombre plástico usando su pistola de fuego para derretir su cuerpo. Después de que Heat Wave es derrotado por Cyborg y encarcelado en Belle Reve, se revela que O'Brian ha sobrevivido al ataque con pistola de fuego y se introduce de contrabando en la prisión en el cuerpo del nuevo compañero de celda de Heat Wave, donde se le muestra más tarde avanzando con Heat Wave.

### Injusticia: Dioses entre nosotros
El hombre plástico aparece en el cómic Injustice: Dioses entre nosotros. Se lo ve entre los superhéroes reunidos en el Congreso después de que Lara Lane-Kent les pronuncie un discurso, mezclándose entre los héroes y políticos en la continuidad donde Lois no murió.
En esta historia, el hombre plástico está en contra de la ética cambiada de Superman después del atentado de Metrópolis, pero no trata físicamente de detenerlo hasta que Superman arresta al hijo del hombre plástico, Luke (Offspring), por oponerse a él.Irrumpe en la prisión submarina del régimen, rescata a su hijo y libera a los supervillanos capturados y Green Lantern Corps mientras los anima a concentrar sus esfuerzos en derribar a Superman.

### Wednesday Comics
En la edición recopilada de Wednesday Comics (200 páginas, DC Comics, junio de 2010, ISBN 1-4012-2747-3; Titan Books, julio de 2010, ISBN 1-84856-755-3), el hombre plástico aparece en una historia de Evan Dorkin con arte de Stephen DeStefano. El hombre plástico y Woozy luchan contra el profesor Grushenko en el museo por un elixir mágico con resultados hilarantes.

## En otros medios

### Televisión
- Un capítulo piloto de "Plastic Man" fue planeado en primer lugar por Hal Seeger Productions[31]y más tarde por Filmation.[32]
- El hombre plástico hizo su debut animado en un cameo en el episodio de 1973 Súper amigos, "Professor Goodfellow's GEEC", con la voz de Norman Alden. Superman lo llama para extraer un ratón de un sistema de computadora.
- El hombre plástico protagonizó la serie derivada, entre 1979–1981, El Programa de Aventuras y Comedia del Hombre Plástico con la voz de Michael Bell. En la serie, era agente de una agencia encubierta, luchando contra villanos de un cuartel general con un torpe compañero hawaiano llamado Hula-Hula y una novia rubia llamada Penny (con quien más tarde se casó) expresada por Melendy Britt. Mientras que los villanos del hombre plástico Carrotman, Doctor Dome y Doctor Honctoff fueron presentados, los otros villanos del hombre plástico eran exclusivos de la serie de televisión. Posteriormente, al reparto se unió su hijo Baby Plas. El programa se lanzó en DVD en una serie completa (menos los episodios de Baby Plas y las partes de acción en vivo) el 20 de octubre de 2009. La versión sindicada de la serie fue presentada por un hombre de plástico de acción en vivo interpretado por Taylor Marks y fue producido y dirigido por Steve Whiting, con Jeff Simmons como Productor Ejecutivo.
- En el episodio de Liga de la Justicia Ilimitada, "The Greatest Story Never Told", el hombre Plástico fue mencionado brevemente como miembro de la Liga de la Justicia por Linterna Verde con Elongated Man y Booster Gold. Es el único miembro conocido de la Liga que nunca se muestra en la pantalla.
- Warner Bros. Animation y Cartoon Network comisionaron un episodio piloto de la televisión de Plastic Man "Puddle Trouble" en 2006. Producido por Andy Suriano y Tom Kenny, y diseñado y guiado por Stephen DeStefano. Tom Kenny también realizó la voz de Plastic Man en el programa.[33][34] Cartoon Network decidió no elegir a Plastic Man como una serie y nunca ha emitido el episodio "Puddle Trouble", este ha sido lanzado en el set de DVD de Plastic Man: The Complete Collection.
- Tom Kenny repitió su papel como la voz de Plastic Man en la serie Batman: The Brave and the Bold. Plastic Man aparece en "Terror on Dinosaur Island!". Reaparece en el teaser para "¡Viaje al centro del murciélago!". También aparece en los episodios "Game Over for Owlman!", "The Fate of Equinox!", "¡Brazo largo de la ley!", "¡Carrera de la muerte al olvido!", y "Cry Freedom Fighters!", y en la secuencia de título regular de apertura de la serie. El verdadero nombre de Plastic Man es Edward O'Brian en esta continuidad, en lugar de Patrick, que vive en los suburbios con su esposa Ramona, un bebé y un perro. Batman también está involucrado en su historia de origen en esta continuidad, habiendo causado su accidente durante el robo de Kite Man (como Plastic Man trabajó para Kite Man antes de su accidente) y más tarde lo ayudó a levantarse y convertirse en un superhéroe. En el programa de televisión, las limitaciones anteriores que tenía sobre el cambio de forma no existían, ya que podía cambiar de color voluntariamente para asumir el disfraz del Caballero Oscuro durante la "Noche de los Batmen". La contraparte de Sindicato del Crimen de Plastic Man aparece en el episodio "Deep Cover for Batman" y se llama Elastic Man.
- El hombre plástico hace una aparición en el episodio de Young Justice, "Revelation". Se le muestra cómo rescata a un oficial de policía de una enorme criatura vegetal creada por la Liga de la Injusticia, donde Plastic Man se convierte en un trampolín para romper su caída. En "Agendas", Plastic Man estuvo entre los candidatos para convertirse en un nuevo miembro de la Liga de la Justicia. Su historial criminal llevó a algunas dudas sobre su valor. En "Sospechosos habituales", Plastic Man se convierte en miembro de la Liga de la Justicia.
  - En el episodio "Princes All" de Young Justice: Outsiders, renuncia a la Liga de la Justicia junto con Batman y varios otros héroes como parte de una respuesta planificada previamente a las numerosas restricciones del secretario general de la ONU, Lex Luthor, para que puedan actuar como vigilantes.
- El hombre plástico aparece en un episodio de Mad, con la voz de Dana Snyder. Cuando Batman llama a Plastic Man "Gummy Guy" y le dice que le tome un refresco, esto lo lleva a él y a Black Lightning a la cabeza de los otros superhéroes en un número musical que pregunta a Superman, Batman y Wonder Woman acerca de ser llamados "Super Friends".
- El hombre plástico aparece en un episodio de Robot Chicken donde está casado con una mujer cuyo esposo (Stretch Armstrong) había muerto. Cuando Plastic Man les ofreció sal cuando estaban cenando, el hijo de Stretch Armstrong, todavía afligido por la pérdida de su padre, le grita a Plastic Man "¡No eres mi verdadero padre!", y luego enojado golpea un plato contra la pared antes de irse. En otro boceto en uno de los especiales de DC Comics, él debate con dos ladrones y Brainiac si debería llamársele Plastic Man basándose en su conjunto de poderes.
- El hombre plástico aparece en el DC Nation Shorts, con la voz de Tom Kenny.
- El hombre plástico aparece en Justice League Action, con la voz de Dana Snyder.[35] Aparece por primera vez en "Abate and Switch", donde ayuda a Superman, Wonder Woman, Batman, John Constantine y Swamp Thing a luchar contra los restantes miembros de los Hermanos Djinn, Rath, Abnegazar y Nyorlath. En el episodio "Plastic Man Save the World", Plastic Man trabaja para demostrar su valía ante la Liga de la Justicia al infiltrarse en la nave de Brainiac durante su ataque, donde logra obtener la ciudad embotellada de Kandor. En el episodio "Double Cross", Batman y Firestorm hacen que Plastic Man se haga pasar por Dos-Caras para ayudar a capturar a Deadshot.

### Película

#### Animación
- El hombre plástico hizo una aparición en Justice League: New Frontier durante un discurso de John F. Kennedy.
- El hombre plástico aparece en la película animada Lego DC Comics Super Heroes: Justice League vs. Bizarro League, con la voz de Tom Kenny.
- El hombre plástico aparece en Scooby-Doo! & Batman: The Brave and the Bold, con Tom Kenny retomando su papel.
- Kevin Smith mencionó en Calgary Comic and Entertainment Expo que se reunió con Geoff Johns, donde lanzó una película animada de Plastic Man que escribió para DC. Se desconoce si realmente se hará.[36]
- El hombre plástico aparece en la película Lego DC Comics Super Heroes: The Flash, con Tom Kenny retomando su papel.
- El hombre plástico hizo su debut en la pantalla grande en Teen Titans Go! to the Movies, con la voz de Joey Cappabianca. Fue presentado como uno de los superhéroes que obtuvieron su propia película y se lo ve en una cartelera en Jump City.
- El hombre plástico aparece en Injustice, con la voz de Oliver Hudson.[37]

#### Acción en vivo
Warner Bros. desarrolló una película de Plastic Man a principios de la década de 1990 con la producción de Amblin Entertainment dirigida por Bryan Spicer. Las Wachowski escribieron un guion de Plastic Man en 1995, leído y reportado por el lector de guiones y películas Yahoo! por el columnista de películas Greg Dean Schmitz en junio de 2003.
En diciembre de 2018, se anunció el nuevo desarrollo de una película de Plastic Man, con Amanda Idoko escribiendo el guion y Robert Shaye será el productor ejecutivo.

### Videojuegos
- En el videojuego Justice League Heroes, mientras luchaba en la Watchtower, una voz se escucha por el intercomunicador y dice que hay un mensaje de Plastic Man. Su mensaje (interpretado por la computadora) es que él ha olvidado sus llaves.
- El hombre plástico es un personaje jugable en Batman: The Brave and the Bold - El videojuego, interpretado por Tom Kenny.
- El hombre plástico aparece como un personaje reproducible (solo para Wii U) en Scribblenauts Unmasked: A DC Comics Adventure.
- El hombre plástico aparece como un personaje jugable en Lego Batman 3: Beyond Gotham, con la voz de Dee Bradley Baker. Su forma de Tiranosaurio apareció durante los créditos finales del juego, dando a entender cuando se lanzará Lego Jurassic World.[41]
- El hombre plástico aparece como un personaje jugable en Lego DC Super-Villains.
- El hombre plástico se menciona en DC Universe Online como parte del plan de contingencia de Batman para acabar con la Liga de la Justicia si alguna vez se deshicieran. Similar a la línea de la historia JLA: Torre de Babel, explica que el cuerpo de Plastic Man es vulnerable a la congelación, y que el único problema después de eso sería el almacenamiento.

### Serie web
- El hombre plástico hace un cameo en DC Super Hero Girls, graduándose de Super Hero High.